# Golden Air
Golden Air Flyg AB var ett svenskt passagerarflygbolag, som grundades 1976. Det blev 2013 enbart ett marknadsföringsföretag för en reguljär flyglinje mellan Trollhättan-Vänersborgs flygplats och Stockholm-Bromma, ägt av Braathens Aviation.

## Historik
Golden Air bedrev en flyglinje mellan Lidköping och Arlanda. Efter konkurs 1993 övertogs företaget, med ett flygplan, av Thunbolagen i Lidköping. Planet användes för trafik mellan Trollhättan-Vänersborgs flygplats och Bromma flygplats. Golden Air expanderade och hade 2011 totalt 17 plan. 
I december 2011 sålde Thunbolagen 75 procent av aktierna i Golden Air AB, med en option på resterande inom tre år, till Braathens Aviation.
Från den 1 januari 2012 flyttades allt i Golden Air till Braathens Regional förutom linjen mellan Trollhättan och Bromma som fortfarande marknadsförs under namnet Golden Air. 

### Tidigare trafik
Golden Air flög även linjen Arlanda–Örnsköldsvik flygplats för flygarrangören Höga Kusten Flyg med två SAAB 2000. 
Golden Air flög också även för Kullaflyg på linjen mellan Ängelholm-Helsingborg flygplats och Stockholm-Bromma, Visby flygplats och Mora-Siljan flygplats.
Golden Air flög även för Blekingeflyg och Sundsvallsflyg med varsin SAAB 2000 samt för Gotlandsflyg med en ATR 72-500. I slutet av mars 2010 började även Golden Air att flyga för Blue1 från Stockholm-Arlanda till Tammerfors, Vasa och Åbo. Detta var så kallade wetlease.
Golden Air har även flugit på uppdrag av Skyways på sträckan Trollhättan–Arlanda.
Golden Air utförde underhållet på sina SAAB 2000-flygplan på Ängelholms flygplats.